# 고바야시 다케시
고바야시 다케시(小林 武史 고바야시 다케시[*])는 일본의 작곡가이자 작사가, 편곡가, 음악 프로듀서, 키보드 플레이어이다. 특히 Mr.Children의 프로듀서로 유명하다.
마이 리틀 러버의 전 멤버이자 Mr.Children, 마이 리틀 러버, 레미오로멘, Salyu등이 소속한 연예기획사 우롱샤의 사장이기도 하다.
또, 이와이 슌지와 팀을 이룬 《스왈로우테일 버터플라이》를 시작으로 많은 영화음악을 담당한다.

## 작품

### 영화음악
- 《이나무라 제인》(1990)
- 《스왈로우테일 버터플라이》(1996)
- 《릴리 슈슈의 모든 것》(2001)
- 《심호흡의 필요》(2004)
- 《지하철에 타서》(2006)
- 《행복한 식탁》(2007)
- 《미드나이트 이글》(2007)
- 《하프웨이》(2009)
- 《BANDAGE》(2010) - 첫 영화감독작품 / 아카니시 진 주연
- 《터미널》(2015)